# Spielstein

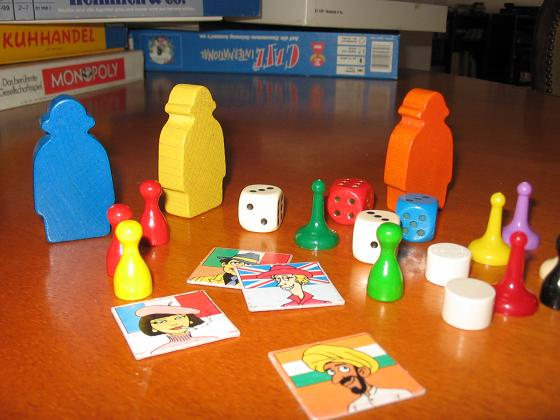
Verschiedene Spielsteine

Ein Spielstein (auch Spielfigur) ist ein kleiner Gegenstand, der in einem Gesellschaftsspiel entweder einen der Spieler oder ein Teil dessen Mannschaft repräsentiert. Spielsteine werden meist auf Spielfeldern gesetzt bzw. umher gezogen. Spielsteine sind historisch tatsächlich Steine, aber auch Holz- und Knochenstücke, Bohnen oder Muscheln. Es gibt sie heute in den unterschiedlichsten Formen, Materialien und Größen.

## Geschichte

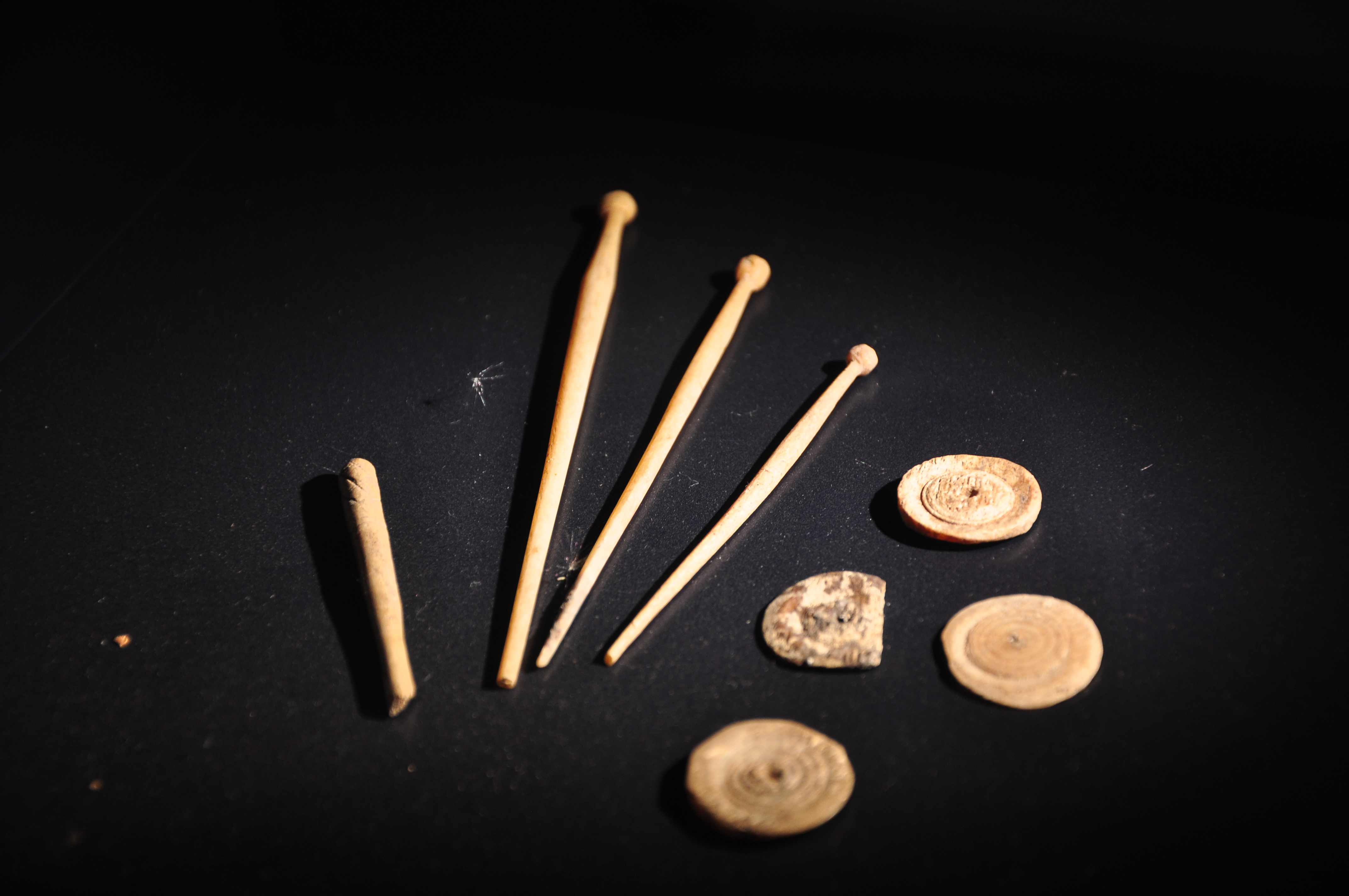
Spielsteine aus Bein (rechts) aus dem römischen vicus Turicum (Zürich)

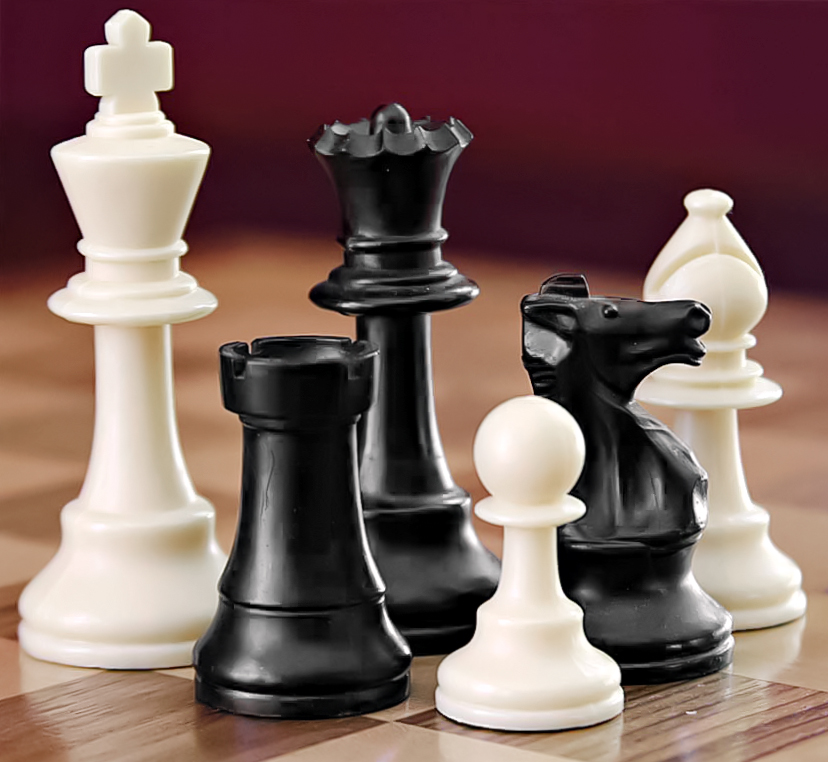
Schachfiguren

Die Brüder Grimm vermerken in ihrem Wörterbuch: „stein zum brettspiel. sie begegnen schon in alten bodenfunden“. Die älteste Form sind Spielsteine, die – wörtlich – ausgesuchte oder zurechtgeschliffene Steine waren. Noch heute suchen sich beim Hüpfkastenspiel Kinder einen entsprechenden Stein. Überliefert ist, dass die ursprünglichen Go-Steine aus Holz waren. Die Symbole der Mah-Jongg-Steine waren in Bambusplättchen eingeritzt. Beim Pachisi wurden meist Muscheln verwendet. Edlere Spielsteine können auch aus Elfenbein, Marmor oder aus teurem Holz gemacht und mit Edelmetallen und -steinen verziert sein. Sehr bekannt wurde die in der Schachnovelle von Stefan Zweig geschilderte Formung der Spielfiguren aus Brotteig.

## Formen
Zur Unterscheidung für jeden Spieler haben die Spielsteine verschiedene Farben oder Formen. Wenn das Spiel nur für zwei Spieler gedacht ist (zum Beispiel Schach, Dame, Mühle usw.) haben sie häufig die Farben Weiß und Schwarz. Zur Spielmotivation, gerade auch bei Kindern, trägt eine verkleinerte Abbildung oder Plastik des von der Spielfigur dargestellten Gegenstandes bei. Tiere aller Art, Fahrzeuge, Fantasiefiguren aber auch Karten mit Abbildungen können Spielsteine darstellen. Als Counter, Spielmarker oder kurz Marker werden die seit 1958 vornehmlich in Strategiespielen verwendeten Spielsteine in Form von kleinen Pappkärtchen bezeichnet.

## Bezeichnungen
Die Verwendung der Begriffe Spielstein und Spielfigur ist nicht eindeutig. Teils werden beide Begriffe als Sammelbezeichnung für alle auf Spielfeldern bewegte Objekte verwendet. Jedoch kann auch mit Spielstein nur ein sehr einfacher, abstrakter Gegenstand wie die Platten bei Dame gemeint sein. Mit Spielfigur wird dagegen häufiger eine stilisierte Nachbildung einer menschlichen Person oder einer anderen konkreten Figur mit Bezug zum Thema des Spiels bezeichnet. Hierzu gehören Schachfiguren sowie das Zubehör vieler neuerer Brettspiele.
Spielsteine werden auch mit anderen Begriffen bezeichnet, die szene-, spiel- oder regionstypisch sind. Dazu zählen Pöppel, Kegel, Manderl, Männchen, Püppchen; in der Schweiz Töggel/Töggeli oder Mannsgöggel/Mannsgöggeli. Besondere Bedeutung kommt hierbei den beiden Bezeichnungen Pöppel und Meeple zu, da sie sich als Gattungsnamen über Spiel-, Verlags- und Herstellergrenzen hinweg für eine bestimmte Form von Spielsteinen etabliert haben.

### Pöppel

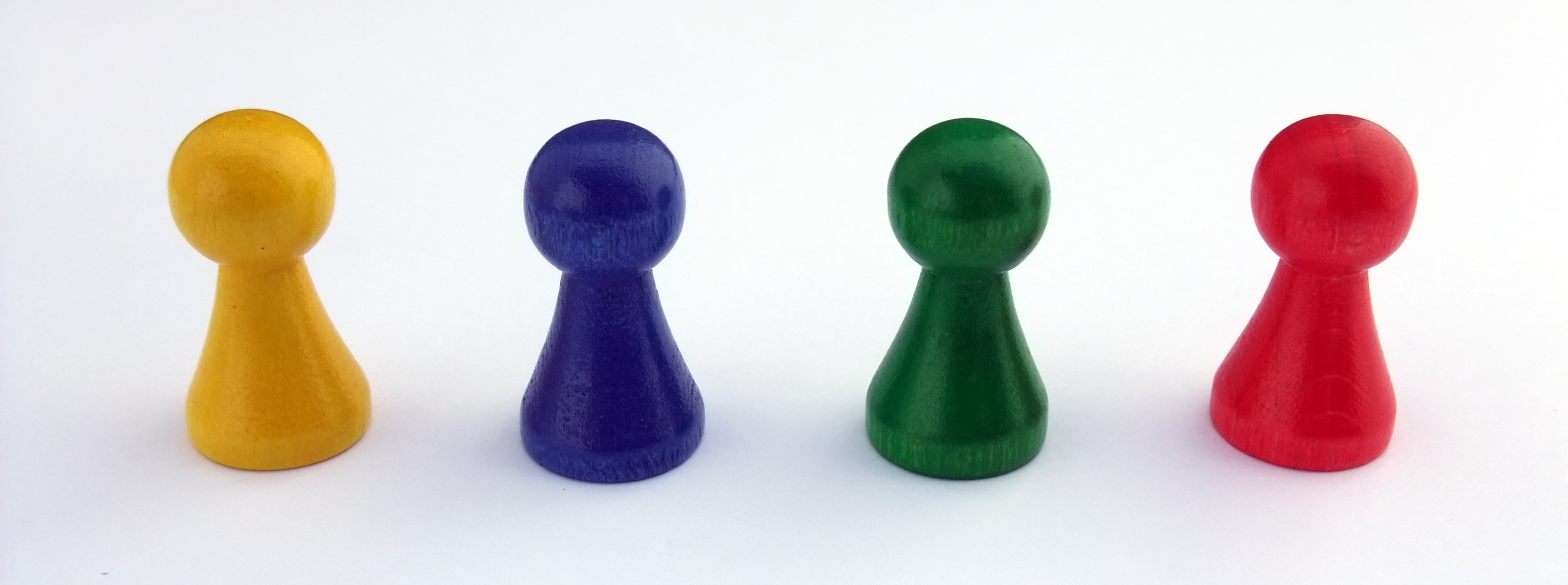
Pöppel, Püppchen

Als Pöppel bzw. Püppchen werden insbesondere die sehr stark stilisierten Menschenfiguren wie die bei Halma oder Mensch ärgere Dich nicht verwendeten Halma-Kegel, aber auch allgemeiner andere einfache Spielsteine bezeichnet.
Der Begriff Pöppel entstand etwa Mitte der 1970er Jahre und hat sich, obwohl noch nicht im Duden verzeichnet, in Spielerezensionen und Beschreibungen von Brettspielen allgemein durchgesetzt. Allerdings stammt das Wort eindeutig aus dem niederdeutschen Sprachgebiet in Norddeutschland. Im hochdeutschen Sprachraum wird die Bezeichnung Männlein oder Männchen verwendet. Im Bairischen wird „Manschgal“ gesagt. Die bis 2001 erschienene Spielezeitschrift Die Pöppel-Revue verlieh von 1979 bis 1990 den Spielepreis Der Goldene Pöppel. Abgeleitet vom Begriff Pöppel hat sich besonders in Spielerkreisen auch der Begriff „Auspöppeln“ entwickelt: das erstmalige Auspacken eines Spieles, insbesondere das Herauslösen von Spielmaterialien aus produktionsbedingten Bestandteilen wie Spritzgussrahmen, Stanzresten etc.

### Meeple

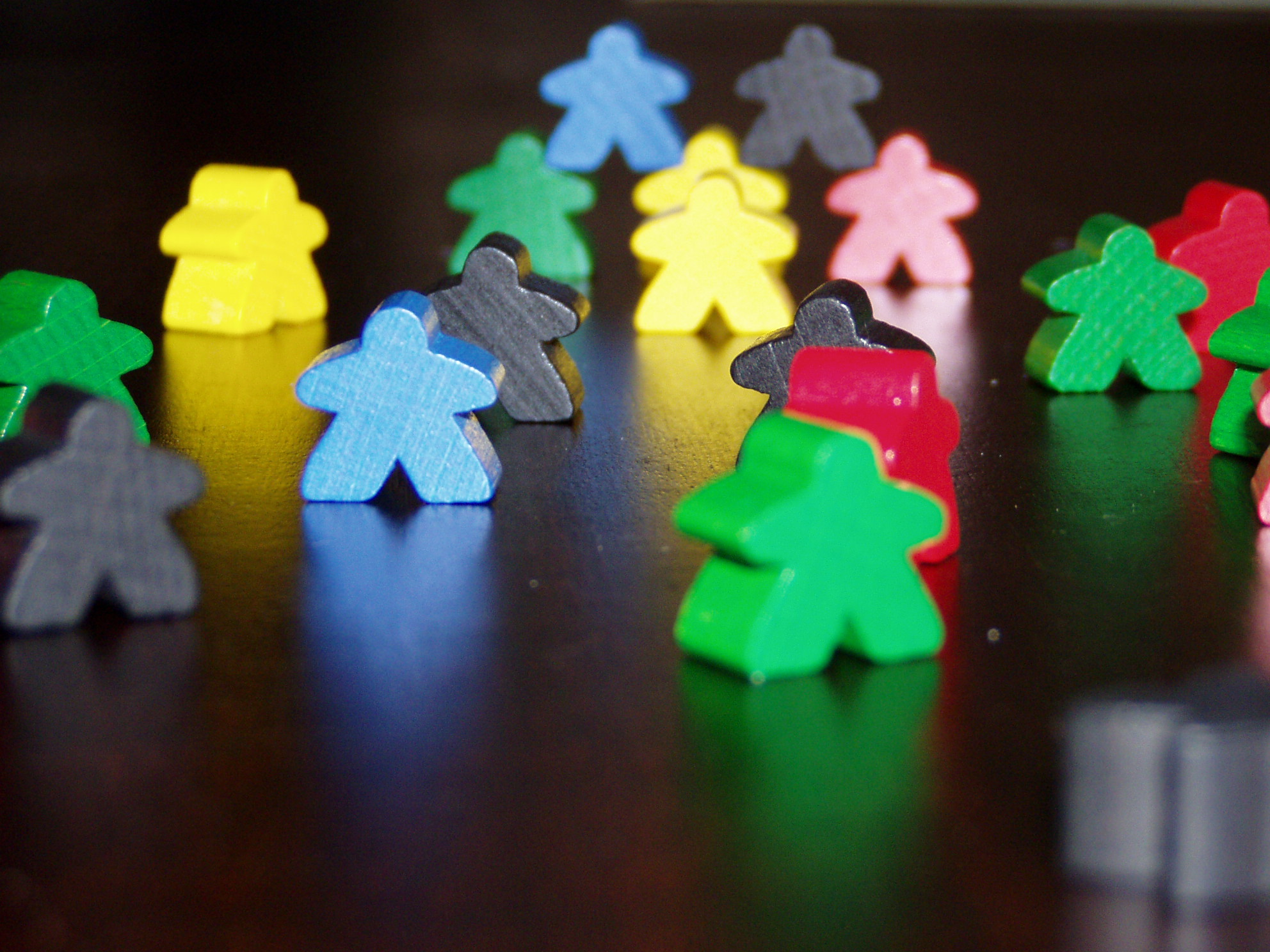
Spielsteine von Carcassonne – genannt Meeple

Meeple [miːpl] ist die Bezeichnung für eine besondere Form eines Spielsteins, welche mit dem Spiel Carcassonne auf den Markt kam. Es handelt sich um stilisierte Männchen aus Holz in unterschiedlichen Farben. Die Bezeichnung soll von Alison Hansel als Kofferwort beim Spielen von Carcassonne durch den Zusammenzug der Wörter my (englisch meine) und people (englisch Leute, Menschen) geprägt worden sein. Die Bezeichnung wird seither in der größten Internet-Gemeinschaft für Brettspiele (BoardGameGeek) häufiger verwendet und hat sich für diese Form der Spielsteine etabliert. Spiele, Verlage und Materialvertriebe sowie auch wissenschaftliche Literatur griffen die Bezeichnung ebenfalls auf. 2017 stellte Hans im Glück, der herausgebende Verlag von Carcassonne, Antrag auf Eintragung von „MEEPLE“ als seine Unionsmarke, diese erfolgte 2019. 2024 erhielt die Firma Cogito Ergo Meeple eine Unterlassungsforderung für die ungenehmigte Nutzung der Wortmarke.

### Töggel(i) / Mannsgöggel(i)
Die übliche deutschschweizer Bezeichnung von Spielfiguren der Größe bis ca. 2,5 cm ist Töggeli oder Mannsgöggeli; bei größeren wird oft die Verkleinerungsform weggelassen. So werden Verkehrskegel oft als Verkehrstöggel bezeichnet. Tischfußball wird töggälä („töggelen“) genannt – der Tischfußball-Tisch Töggelichaschtä (Töggeli-Kasten). Ein Töggel kann auch einfach eine Art Pfosten sein; soll auf eine humanoide Figur referenziert werden, ist die Bezeichnung eher Mannsgöggel(i).

### Gogos
Sogenannte Gogos (englisch Crazy Bones) sind verschieden geformte Spielsteine, mit denen direkt gespielt wird. Das bedeutet, sie dienen nicht als Repräsentation des Spielers oder dessen Mannschaft, sondern werden wie Murmeln aktiv geworfen oder geschoben.